# Katzenturm (München)
Der Katzenturm war ein Wehrturm der zweiten Stadtmauer des mittelalterlichen Münchens.

## Lage
Der Katzenturm lag im Angerviertel im Osten der Münchner Altstadt zwischen Schiffertor und Taeckentor, etwa 100 m westlich des Taeckentors. An dieser Stelle mündet heute der Radlsteg in die Westenriederstraße. Der Turm stand über dem Kaltenbach, einem der Münchner Stadtbäche, der die gesamte Breite des heutigen Radlstegs einnahm.

## Geschichte
Der Katzenturm wurde 1417/18 erstmals erwähnt. Der Name leitet sich vermutlich von einer Art von Wurfmaschinen ab. Ab 1450 wurde dann auch der ehemalige Kaltenbach als Katzenbach bezeichnet. Ob solche Wurfmaschinen auf dem Turm aufgestellt waren oder in ihm aufbewahrt wurden, ist jedoch nicht bekannt.
1615 wurde erstmals ein Brunnhaus auf dem Katzenbach erwähnt. Der Katzenturm wurde nun als Wasserturm zum Speichern des mit der Wasserkraft des Bachs geförderten Grundwassers verwendet.
Abgerissen wurde der Katzenturm Mitte des 19. Jahrhunderts, vermutlich zeitnah zu dem benachbarten Taeckentor, das 1866/67 abgerissen wurde.